# Ada, Minnesota
Ada [ˈeɪdə] är administrativ huvudort i Norman County i Minnesota. Orten har fått sitt namn efter dottern till järnvägsfunktionären William H. Fisher. Enligt 2010 års folkräkning hade Ada 1 707 invånare.